# Liste der Baudenkmäler im Stadtbezirk Münster-West
Die Liste der Baudenkmäler im Stadtbezirk Münster-West enthält die denkmalgeschützten Bauwerke auf dem Gebiet des Stadtbezirks Münster-West in Nordrhein-Westfalen (Stand: 30. Juni 2015). Diese Baudenkmäler sind in der Denkmalliste der Stadt Münster eingetragen; Grundlage für die Aufnahme ist das Denkmalschutzgesetz Nordrhein-Westfalen (DSchG NRW).

## Denkmäler

### Straßen mit A
| Bild           | Bezeichnung           | Lage                                        | Beschreibung | Bauzeit           | Eingetragen seit | Denkmal- nummer |
| -------------- | --------------------- | ------------------------------------------- | --- | ----------------- | ---------------- | --------------- |
| weitere Bilder | Psychiatrische Klinik | Sentrup Albert-Schweitzer-Campus 1 A9 Karte | Klinik für Psychiatrie und Psychotherapie des Universitätsklinikums Münster (Westfalen) | 1927–1932         |                  |                 |
| weitere Bilder | Bildstock             | Nienberge Altenberger Straße 319 Karte      | Der Bildstock stand früher an der Straße und wurde 1981 auf den Hof, nahe dem Wohngebäude, umgesetzt. Er zeigt die Muttergottes mit dem Jesuskind auf ihrem Arm, gearbeitet in Sandstein. Auf der Vorderseite befindet sich folgende Inschrift: Heilige Maria bitte für uns Auf der Rückseite befindet sich eine Bronzetafel mit folgender Inschrift: Erbaut im Jahre 1890 Eheleute A. Keilinghaus Anna geb. Wiens Eheleute A. Middendorf Anna geb. Keilinghaus Erbe Anton Middendorf Geb. 1891 gest. 1961 umgesetzt und restauriert im Jahre 1981 Eheleute P. Middendorf Gertrud geb. Grüter Eheleute A. Schulze Wierling Christa geb. Middendorf | 1890              |                  |                 |
| Werkstatt      | Werkstatt             | Roxel Am Rohrbusch 56 Karte                 | Ehemalige Werkstatt, jetzt Arztpraxis | 2. Hälfte 19. Jh. |                  |                 |
| weitere Bilder | Haus Rüschhaus        | Nienberge Am Rüschhaus 81 Karte             | Haus Rüschhaus ist ein Landsitz im Stadtteil Nienberge. Es wurde in der Zeit von 1745 bis 1748 nach Entwürfen von Johann Conrad Schlaun gebaut und zunächst von ihm selbst als Sommersitz bewohnt. Das von einer Gräfte umgebene Anwesen, dessen Architektur dem Anspruch eines feudalen Adelssitzes genügt, ist wie ein bäuerlicher Gräftenhof gestaltet. Schlaun gelang eine Synthese aus westfälischem Bauernhof und anspruchsvollem Landsitz in französischem Stil. An der Ausgestaltung war auch der Bildhauer Johann Christoph Manskirch beteiligt. (Gartenanlage ist geschützt)                                                             | 1745–1749         |                  |                 |
| Hof Averbeck   | Hof Averbeck          | Gievenbeck Arnheimweg 40 Karte              | Ziegelspeicher von 1870 auf dem Hof Averbeck. Heute wird das Gebäude als Spiel- und Bewegungsraum für Kinder des Stadtteilhauses Fachwerk genutzt. Das Haupthaus des Hofes stammt von 1768 (früher Hof Schulze-Nordhoff, Bauerschaft Gievenbeck 37). Das Haupthaus wurde nicht in die Liste der Baudenkmäler aufgenommen. | ca. 1870          |                  |                 |

### Straßen mit B
| Bild           | Bezeichnung                  | Lage                               | Beschreibung | Bauzeit | Eingetragen seit | Denkmal- nummer |
| -------------- | ---------------------------- | ---------------------------------- | --- | --- | ---------------- | --------------- |
| weitere Bilder | Bildstock                    | Nienberge Beerwiede 36 Karte       | Bildstock: Pietà-Darstellung. Inschrift zum Bild: „Christus ligt Tod und Bloß in seiner Mutter Schoß, heimgesand(?)“ Sockel-Inschrift: „Schmerzhafte Mutter Bitte für uns(?)“ | Mitte 18. Jahrhundert |                  |                 |
| weitere Bilder | Fachwerkspeicher             | Roxel Bösenseller Straße 18 Karte  | Fachwerkspeicher | 1804 |                  |                 |
| weitere Bilder | Bildstock Hl. Dreifaltigkeit | Roxel Bösenseller Straße 57 Karte  | Der Bildstock zeigt oben eine Darstellung der Dreifaltigkeit und unten den Abschied eines Sterbenden von seinen Lieben. Inschrift (linke Seite): „Allerheiligste Dreyfaltigkeit dich högst zu loben bin ich bereit, dir lebe und sterbe ich allezeit. nim mich dan auf zur säligkeit.“ Stifter (zwischen den beiden Szenen): Christoffer Heidentrich Schaff g. Eickrodt – Margaretha Elisabeth Hobbelinck | 1730–1735. Geschaffen von dem 1719–1725 in der Traditionswerkstadt Kellermann ausgebildeten Bildhauer Frerkmann, einem Zehnthörigen des Hofes Eickrodt in der Beerlage in Havixbeck, wo der Bildstock zunächst aufgestellt wurde. 1870 wurde er auf Verfügung des Roxeler Amtmanns Jodokus Eickrodt an seinen jetzigen Standort verlagert. 1984/85 Säuberung und Konservierung. |                  |                 |
| weitere Bilder | Holzhaus                     | Roxel Bösenseller Straße 152 Karte | Holzhaus | 1943–1945 |                  |                 |
| weitere Bilder | Wegekreuz                    | Roxel Bredeheide 5 Karte           | Wegekreuz | 2. Hälfte 18. Jh. |                  |                 |
| weitere Bilder | Fachwerkspeicher             | Roxel Brock 70 Karte               | Fachwerkspeicher, zum Wohnhaus umgebaut. | 1856 |                  |                 |
| BW             | Hof Kückmann                 | Roxel Brock 155 Karte              | Fachwerkspeicher, zuletzt genutzt als Kornspeicher für die Viehfütterung. Derzeit wegen Baufälligkeit nicht nutzbar. | 1. Hälfte 19. Jh. |                  |                 |
| weitere Bilder | Wegekreuz Kückmann           | Roxel Brock 155 Karte              | Wegekreuz. Das ursprüngliche Sandstein-Kruzifix wurde durch Blitzschlag schwer beschädigt und ist zurzeit durch eine moderne Version ersetzt. Inschrift: „O ihr alle, die ihr auf dem Wege vorübergehet, merket auf und sehet, ob ein Schmerz sei wie mein Schmerz.“ Klagel. 1,12 | 1. Hälfte 18. Jh. |                  |                 |
| Hof Kückmann   | Hof Kückmann                 | Roxel Brock 202 Karte              | Hofanlage mit Bauernhaus (1780), Speicher (1717/1880), Fachwerkscheune (um 1820) und Remise | ab 1780 |                  |                 |

### Straßen mit C
| Bild             | Bezeichnung      | Lage                              | Beschreibung | Bauzeit | Eingetragen seit | Denkmal- nummer |
| ---------------- | ---------------- | --------------------------------- | --- | ------- | ---------------- | --------------- |
| Coesfelder Kreuz | Coesfelder Kreuz | Gievenbeck Coesfelder Kreuz Karte | Das Coesfelder Kreuz ist ein christliches Wegekreuz im Westen der Stadt, an dem sich in unmittelbarer Umgebung der nach ihm benannte wichtige Verkehrsknotenpunkt im Straßenverkehr sowie im innerstädtischen Busnetz entwickelt hat. Dieser besteht aus zwei großen Kreuzungen, die in Ost-West-Richtung etwa 200 m voneinander entfernt liegen. Im Jahre 1689 wurde an der Abzweigung des Weges nach Gievenbeck von der Landstraße nach Coesfeld ein Wegekreuz aufgestellt, das dem Coesfelder Gabelkreuz aus dem 13. oder 14. Jahrhundert ähnelt. Gestiftet von Caspar Stübbe, Kanonikus in Wildeshausen und Vikar an St. Servatii in Münster, wurde es nach der Lokaltradition von Johann Mauritz Gröninger geschaffen. Es war traditionell Ausgangspunkt der Wallfahrtsprozession zum Coesfelder Gnadenbild. | 1689    |                  |                 |

### Straßen mit D
| Bild                                     | Bezeichnung                                                     | Lage                                       | Beschreibung | Bauzeit           | Eingetragen seit | Denkmal- nummer |
| ---------------------------------------- | --------------------------------------------------------------- | ------------------------------------------ | --- | ----------------- | ---------------- | --------------- |
| Pfarrkirche St. Anna mit Gemeindezentrum | Pfarrkirche St. Anna mit Gemeindezentrum                        | Mecklenbeck Dingbängerweg 59, 61, 63 Karte | Architekt: Harald Deilmann | 1966–1972         |                  |                 |
| weitere Bilder                           | Peter-Wust-Schule                                               | Mecklenbeck Dingbängerweg 80 Karte         | Ehemalige Volksschule Mecklenbeck |                   |                  |                 |
| weitere Bilder                           | Kriegerehrenmal                                                 | Mecklenbeck bei Dingbängerweg 80 Karte     | Ehrenmal für die militärischen und zivilen Opfer beider Weltkriege aus Mecklenbeck. Inschrift: „Vergesst uns nicht.“ |                   |                  |                 |
| weitere Bilder                           | Bauernhaus                                                      | Mecklenbeck Dingbängerweg 370 Karte        | Bauernhaus | 1. Hälfte 19. Jh. |                  |                 |
| Ziegel-Speicher                          | Ziegel-Speicher                                                 | Mecklenbeck Dingbängerweg 372 Karte        | Ziegel-Speicher, jetzt Wohnhaus | Anfang 19. Jh.    |                  |                 |
| BW                                       | Ziegel-Speicher                                                 | Mecklenbeck Dingbängerweg 390 Karte        | Ziegel-Speicher | 1. Hälfte 19. Jh. |                  |                 |
| weitere Bilder                           | Hauskapelle von Haus Hohenfeld                                  | Mecklenbeck Dingbängerweg 400 Karte        | Haus Hohenfeld, neobarocke Hauskapelle | 1912              | 1992-09-04       | 693/1           |
| Ziegel-Speicher                          | Ziegel-Speicher                                                 | Mecklenbeck Dingbängerweg 408 Karte        | Ziegel-Speicher | ca. 1804          |                  |                 |
| Haus Richter                             | Haus Richter                                                    | Mecklenbeck Dingbängerweg 444 Karte        | Wohnhaus | 1830              |                  |                 |
| weitere Bilder                           | Chirurgische Klinik                                             | Sentrup Domagkstraße 1 Karte               | Haupteingang der Klinik in der Waldeyerstraße | Eröffnet 1925     |                  |                 |
| weitere Bilder                           | Ehemalige Medizinische Klinik                                   | Sentrup Domagkstraße 3 Karte               | Ehemalige Medizinische Klinik der Uniklinik Münster. Derzeit u. a. Sitz des Dekanats der Medizinischen Fakultät der Universität Münster. | Eröffnet 1925     |                  |                 |
| weitere Bilder                           | Verwaltungsgebäude                                              | Sentrup Domagkstraße 5 Karte               | Verwaltungsgebäude des Universitätsklinikums Münster (Westfalen) | Eröffnet 1925     |                  |                 |
| weitere Bilder                           | Wäscherei                                                       | Sentrup Domagkstraße 9 Karte               | Ehemalige Wäscherei, jetzt Zweigbibliothek Medizin der Universitäts- und Landesbibliothek der Universität Münster (Westfalen) | Eröffnet 1925     |                  |                 |
| weitere Bilder                           | Hygiene-Institut                                                | Sentrup Domagkstraße 10 Karte              | Ehemaliges Hygiene-Institut der Universität Münster |                   |                  |                 |
| weitere Bilder                           | Ehemalige Frauenklinik                                          | Sentrup Domagkstraße 11 Karte              | Centrum für Reproduktionsmedizin und Andrologie des Universitätsklinikums Münster (Westfalen) | Eröffnet 1925     |                  |                 |
| weitere Bilder                           | Ehemaliges Pharmakologisches Institut                           | Sentrup Domagkstraße 12 Karte              | Institut für Pharmakologie und Toxikologie der Universität Münster (Westfalen) | Eröffnet 1925     |                  |                 |
| Ehemaliges Fernheizwerk                  | Ehemaliges Fernheizwerk                                         | Sentrup Domagkstraße 13 Karte              | Nur die Fassade ist geschützt. |                   |                  |                 |
| weitere Bilder                           | Augenklinik                                                     | Sentrup Domagkstraße 15 Karte              | Augenklinik |                   |                  |                 |
| weitere Bilder                           | Gerhard-Domagk-Institut für Pathologie des Uniklinikums Münster | Sentrup Domagkstraße 17 Karte              | Pathologisches Institut. Zeitweise Wirkungsstätte des Nobelpreisträgers für Medizin (1939) Gerhard Domagk, des Entdeckers der antibiotischen Wirkung der Sulfonamide.                                                                             |                   |                  |                 |
| weitere Bilder                           | St. Ludgerus                                                    | Albachten Dülmener Straße 13 Karte         | Die im neugotischen Stil gebaute Saalkirche (mit Renaissancekanzel) wurde 1884 nach Plänen von August Hanemann errichtet und 1977 bis 1978 erweitert. Die St.-Ludgerus-Kirche ist eine Filialkirche der katholischen Kirchengemeinde St. Liudger. | 1886              |                  |                 |
| weitere Bilder                           | Bildstock                                                       | Albachten Dülmener Straße/Park 13 Karte    | Bildstock – Vormals Steinkuhle. Inschrift: „Vater, nicht mein, sondern Dein Wille geschehe. Luk. 22,42“ | Mitte 18. Jh.     |                  |                 |
| Windmühlenstumpf                         | Windmühlenstumpf                                                | Albachten Dülmener Straße 32 Karte         | Windmühlenstumpf – einschließlich technischer Ausstattung |                   |                  |                 |

### Straßen mit E
| Bild           | Bezeichnung               | Lage                                | Beschreibung                                                              | Bauzeit | Eingetragen seit | Denkmal- nummer |
| -------------- | ------------------------- | ----------------------------------- | ------------------------------------------------------------------------- | ------- | ---------------- | --------------- |
| BW             | Bildstock (transloziert!) | Gievenbeck bei Enschedeweg 65 Karte | Bildstock, im Jahr 2004 transloziert zu Hofanlage -> Gievenbecker Weg 210 | 1866    |                  |                 |
| weitere Bilder | Wohnhaus                  | Sentrup Eupener Weg 10 Karte        | Wohnhaus                                                                  | 1934    |                  |                 |

### Straßen mit G
| Bild      | Bezeichnung | Lage                                      | Beschreibung | Bauzeit | Eingetragen seit | Denkmal- nummer |
| --------- | ----------- | ----------------------------------------- | --- | ------- | ---------------- | --------------- |
| Bildstock | Bildstock   | Nienberge bei Gartenstiege 17 Karte       | Inschrift vorn: Ehre sei dem Vater dem Sohn und dem HL Geist Inschrift seitlich: J.C Schulte alten Roxel.Jetziger S.Kalthoff A:M:G S.Riping Eheleute | 1763    |                  |                 |
| Bildstock | Bildstock   | Gievenbeck bei Gievenbecker Reihe 1 Karte | Inschrift: „Sei gegrüßt, o Königin du Mutter der Barmherzig= keit, du unser Leben,unsere Wonne, u. Hoffnung sei gegrüßt:“ | 1855    |                  |                 |
| Bildstock | Bildstock   | Gievenbeck Gievenbecker Weg 210 Karte     | Bildstock – früherer Standort bei Enschedeweg 65 Inschrift: O Maria ohne Sünde, bitte für uns. Wer je im Erdenleben Zu dir Maria bat, dem hast du Trost gegeben und Hülf und guten Rath. Seitliche Inschrift links: J Oeing. E. Aver?eck. Seitliche Inschrift rechts: 1866 10 Aprill | 1866    |                  |                 |

### Straßen mit H
| Bild                           | Bezeichnung                    | Lage                                          | Beschreibung | Bauzeit   | Eingetragen seit | Denkmal- nummer |
| ------------------------------ | ------------------------------ | --------------------------------------------- | --- | --------- | ---------------- | --------------- |
| Bildstock                      | Bildstock                      | Nienberge bei Hanseller Straße 290 Karte      | Bildstock mit Gitter Inschrift vorne: Gegrüßet seist Du, voll der Gnade Luc 1,28. Inschrift Rückseite: Errichtet 1893 von den Eheleuten Heinrich Wilhelmer ot. Eilkmann und Anna Wenning | 1893      |                  |                 |
| Fachwerkscheune                | Fachwerkscheune                | Nienberge Hanseller Straße 320 Karte          | Fachwerkscheune | 19. Jh.   |                  |                 |
| Hof Farwick-Hüntrup            | Hof Farwick-Hüntrup            | Nienberge Hanseller Straße 350 Karte          | Speicher, mittleres Gebäude | 1550/1860 |                  |                 |
| Hof Kappenberg Duddey          | Hof Kappenberg Duddey          | Mecklenbeck Harkortstraße 3 Karte             | Fachwerk-Bauernhaus 1786 und Nebengebäude (um 1850) | ab 1786   |                  |                 |
| weitere Bilder                 | Haus Brock                     | Roxel Haus Brock 27 Karte                     | Rest des Herrenhauses 1632 und Gräfte, Torhaus von 1623 | ab 1623   |                  |                 |
| weitere Bilder                 | Haus Forkenbeck                | Albachten Haus Forkenbeck 20 Karte            | Fachwerkspeicher | 18. Jh.   |                  |                 |
| weitere Bilder                 | Haus Vögeding                  | Schonebeck Haus Vögeding 14, 16, 18, 20 Karte | Wohnteil und Rundturm | um 1600   |                  |                 |
| weitere Bilder                 | Haus Wiek                      | Albachten Haus Wiek 77, 77a Karte             | Haus Wiek, Gesamtanlage |           |                  |                 |
| weitere Bilder                 | Haus Wiek                      | Albachten Haus Wiek 77a Karte                 | Haus Wiek, Altes Herrenhaus | 1612      |                  |                 |
| weitere Bilder                 | Haus Wiek                      | Albachten Haus Wiek 77 Karte                  | Haus Wiek, Torscheune |           |                  | Haus Amelsbüren |
| weitere Bilder                 | Haus Wiek                      | Albachten Haus Wiek 77 Karte                  | Haus Wiek, ehemalige Gräfte |           |                  |                 |
| Wegekreuz                      | Wegekreuz                      | Roxel bei Havixbecker Straße 79 Karte         | Wegekreuz. Inschrift: „Ich bin die Auferstehung und das Leben, wer an mich glaubt, wird leben, wenn er auch gestorben ist, und jeder der da l…“ (Rest unleserlich)                       | 1870      |                  |                 |
| weitere Bilder                 | Wegekapelle                    | Roxel bei Havixbecker Straße 141 Karte        | Wegekapelle | 1837      |                  |                 |
| weitere Bilder                 | Hof Lütke Brintrup             | Roxel Havixbecker Straße 190 Karte            | Fachwerkspeicher | 1788/1851 |                  |                 |
| weitere Bilder                 | Bauernhaus                     | Nienberge Hochherzweg 110 Karte               | Bauernhaus |           |                  |                 |
| Speicher auf dem Hof Schedding | Speicher auf dem Hof Schedding | Roxel Hohenholter Straße 50a Karte            | Speicher | 1582      |                  |                 |
| weitere Bilder                 | Russischer Ehrenfriedhof       | Nienberge Horstmarer Landweg Karte            | Russischer Ehrenfriedhof | 1914–1918 |                  |                 |
| Wegekreuz                      | Wegekreuz                      | Gievenbeck Horstmarer Landweg 481 Karte       | Wegekreuz, Inschrift: „Kommet alle zu Mir. die ihr mühselig und beladen seid. Ich will euch erquicken. bei mir werdet ihr Trost und Ruhe finden für eure Seelen. Math. XI.28.29“         | 1882      |                  |                 |

### Straßen mit L
| Bild           | Bezeichnung                  | Lage                                    | Beschreibung | Bauzeit | Eingetragen seit | Denkmal- nummer |
| -------------- | ---------------------------- | --------------------------------------- | --- | ------- | ---------------- | --------------- |
| weitere Bilder | Ehemalige Reiterkaserne      | Sentruper Höhe Leonardo Campus 1 Karte  | Ehemalige „Reiterkaserne“, jetzt Sitz des Brasilienzentrums und des Instituts für betriebswirtschaftliches Management im Fachbereich Chemie und Pharmazie der Universität Münster                              | 1898    |                  |                 |
| weitere Bilder | Ehemalige Reiterkaserne      | Sentruper Höhe Leonardo Campus 3 Karte  | Ehemalige „Reiterkaserne“, jetzt Sitz des Instituts für Wirtschaftsinformatik, des WWU Centrum Europa, des Brasilienzentrums der Universität Münster und des European Research Center for Information Systems. | 1898    |                  |                 |
| weitere Bilder | Ehemalige Reiterkaserne      | Sentruper Höhe Leonardo Campus 5 Karte  | Ehemalige „Reiterkaserne“, jetzt Hauptgebäude des Fachbereichs Architektur der Fachhochschule Münster | 1898    |                  |                 |
| weitere Bilder | Ehemalige Reiterkaserne      | Sentruper Höhe Leonardo Campus 7 Karte  | Ehemalige „Reiterkaserne“, jetzt südliches Gebäude des Fachbereichs Architektur der Fachhochschule Münster | 1898    |                  |                 |
| weitere Bilder | Ehemalige Reiterkaserne      | Sentruper Höhe Leonardo Campus 8 Karte  | Gebäude der ehemaligen „Reiterkaserne“, jetzt Mensa der Kunstakademie Münster | 1898    |                  |                 |
| weitere Bilder | Ehemalige Reiterkaserne      | Sentruper Höhe Leonardo Campus 9 Karte  | Ehemalige „Reiterkaserne“, jetzt Sitz der Zivilrechtlichen Abteilung des Instituts fü Informations-, Telekommunikations- und Medienrecht der Universität Münster                                               | 1898    |                  |                 |
| weitere Bilder | Bibliothek der Kunstakademie | Sentruper Höhe Leonardo Campus 10 Karte | Ehemalige „Reiterkaserne“, jetzt Bibliothek und Hörsaalgebäude der Kunstakademie Münster | 1898    |                  |                 |
| weitere Bilder | Ehemalige Reiterkaserne      | Sentruper Höhe Leonardo Campus 11 Karte | Ehemaliges Hauptgebäude der „Reiterkaserne“, jetzt genutzt durch Einrichtungen des Hochschulsports und des Zentrums für Lehrerbildung und der Fachdidaktiken der Universität Münster                           | 1898    |                  |                 |
| weitere Bilder | Ehemalige Reiterkaserne      | Sentruper Höhe Leonardo Campus 12 Karte | Ehemalige Stallungen der „Reiterkaserne“, jetzt technische Werkstätten der Kunstakademie Münster | 1898    |                  |                 |
| weitere Bilder | Ehemalige Reiterkaserne      | Sentruper Höhe Leonardo Campus 13 Karte | Ehemalige „Reiterkaserne“, jetzt Sporthalle Leonardo-Campus der Universität Münster | 1898    |                  |                 |
| weitere Bilder | Ehemalige Reiterkaserne      | Sentruper Höhe Leonardo Campus 14 Karte | Ehemalige Stallungen der „Reiterkaserne“, jetzt technische Werkstätten (Radierung, Maltechnik, Siebdruck, Keramik, Metall u. a.) der Kunstakademie Münster                                                     | 1898    |                  |                 |
| weitere Bilder | Ehemalige Reiterkaserne      | Leonardo Campus 16 Karte                | Ehemalige Stallungen der „Reiterkaserne“, jetzt technische Werkstätten (Holzbearbeitung) der Kunstakademie Münster                                                                                             | 1898    |                  |                 |
| weitere Bilder | Ehemalige Reiterkaserne      | Sentruper Höhe Leonardo Campus 18 Karte | Ehemalige Stallungen der „Reiterkaserne“, jetzt Institut für Unternehmensgründung und -entwicklung der Universität Münster                                                                                     | 1898    |                  |                 |
| weitere Bilder | Ehemalige Reiterkaserne      | Sentruper Höhe Leonardo Campus 19 Karte | Ehemalige „Reiterkaserne“, jetzt genutzt von der Kraftfahrzeugabteilung der Universität Münster | 1898    |                  |                 |
| weitere Bilder | Ehemalige Reiterkaserne      | Sentruper Höhe Leonardo Campus 21 Karte | Ehemalige „Reiterkaserne“, jetzt Sitz des Universitätsarchivs der Universität Münster. | 1898    |                  |                 |
| weitere Bilder | Fachwerkhaus                 | Albachten Lindenallee 16 Karte          | Fachwerkhaus mit Nebengebäuden. Zu Wohnzwecken restauriert. |         |                  |                 |

### Straßen mit M
| Bild           | Bezeichnung               | Lage                                       | Beschreibung | Bauzeit   | Eingetragen seit | Denkmal- nummer |
| -------------- | ------------------------- | ------------------------------------------ | --- | --------- | ---------------- | --------------- |
| weitere Bilder | Wohnhaus                  | Sentruper Höhe Malmedyweg 10 Karte         | Wohnhaus (vormals Objekt Nr. 617) | 1938      |                  |                 |
| weitere Bilder | Haus Kösters              | Sentruper Höhe Mausbachstraße 9 Karte      | Wohnhaus | 1953/1954 |                  |                 |
| weitere Bilder | Haus Kump                 | Mecklenbeck Mecklenbecker Straße 252 Karte | Speicher (Mitte des 16. Jahrhunderts) erhalten. | 15. Jh.   |                  |                 |
| weitere Bilder | Neuromanische Wegekapelle | Mecklenbeck Mecklenbecker Straße 315 Karte | Wegekapelle der Familien Brüggemann / Klosterkemper. Inschrift: Mutter Jesu sieh am Sohne, was er für mich Sünder litt. Dass ich meine Sünd beweine, theil auch mir die Schmerzen mit. Vater unser. Gegrüsset seist du Maria. | 1908      |                  |                 |

### Straßen mit N
| Bild           | Bezeichnung                        | Lage                                       | Beschreibung | Bauzeit       | Eingetragen seit | Denkmal- nummer |
| -------------- | ---------------------------------- | ------------------------------------------ | --- | ------------- | ---------------- | --------------- |
| weitere Bilder | Doppelbildstock auf dem Kirchplatz | Nienberge Nienberger Kirchplatz 4a Karte   | Doppelbildstock für St. Sebastian und Jesus auf dem Kirchplatz der St.-Sebastian-Kirche in Münster-Nienberge. Inschrift teilweise verwittert und nicht lesbar. Kirchseite: „O JESU wie bitterlich du … ins grausahm .astung und schimpfliche erlösung du wollest ...... himmlischen Vatter für unsere ....“ Gegenseite: „O heiliger SEBASTIANE der du von gott als ein … patron wider die pest bist angeordnet: wir bitten dich durch deine Marter, das du uns für die pest bewahren und durch deine fürbitte zur ewigen Seligkeit führen wollest. amen“ | Mitte 18. Jh. |                  |                 |
| weitere Bilder | St. Sebastian                      | Nienberge Nienberger Kirchplatz 4a Karte   | Die Pfarrei St. Sebastian wurde kurz nach 1040 gegründet. Der starke romanische Westturm stammt aus dem 12. Jahrhundert, er ist mit Schallarkaden in zwei Geschossen versehen. Das Langhaus ist ein niedriger, gewölbter Saal von drei Jochen mit einem 5/8 Schluss. Der Schlussstein im Chor, mit dem Bild des Kirchenpatrons ist mit 1499 bezeichnet. Im 20. Jahrhundert wurde ein Querhaus angebaut. |               |                  |                 |
| Höhenmarke     | Höhenmarke                         | Nienberge Nienberger Kirchplatz 4a Karte   | Höhenmarke am Chor der Sankt-Sebastian-Kirche in Münster-Nienberge. Beschriftung: „Königl. Preuss. …“ | 1894          |                  |                 |
| Wegekreuz      | Wegekreuz                          | Gievenbeck Nünningweg/Am Küchenbusch Karte | Inschrift vorne Amore.More.Ore.Re Nur Liebe soll zur Liebe treten, Nur Reines nahe sich dem Reinen, Fest mit der Lippen frommem beten Soll sich die fromme That vereinen. Inschriften seitlich Im Jahre 1883 Errichtet von Ludowicus Ficker | 1883          |                  |                 |

### Straßen mit P
| Bild               | Bezeichnung             | Lage                             | Beschreibung | Bauzeit   | Eingetragen seit | Denkmal- nummer |
| ------------------ | ----------------------- | -------------------------------- | --- | --------- | ---------------- | --------------- |
| weitere Bilder     | Hof Schulze-Höping      | Roxel Pantaleonplatz 9/11 Karte  | Hof Schulze-Höping, Wohnhaus | 1920      |                  |                 |
| Hof Schulze-Höping | Hof Schulze-Höping      | Roxel Pantaleonplatz 15/17 Karte | Hof Schulze-Höping, ehemaliger Ziegel-Speicher,jetzt Wohnhaus | 1857      |                  |                 |
| weitere Bilder     | St. Pantaleon           | Roxel Pantaleonstraße 2b Karte   | Von dem Gründungsbau vom Ende des 12. Jahrhunderts ist noch der quadratische, romanische Westturm mit gekuppelten Schallöffnungen erhalten. Im Erdgeschoss ruht das Turmgewölbe auf Kämpfern. Im gewölbten Obergeschoss sind die rundbogigen Fensteröffnungen vermauert. Um die Mitte des 14. Jahrhunderts wurde das romanische Kirchenschiff durch ein gotisches ersetzt. Der Chor stammt aus der Zeit um 1500. Im 17. und im 18. Jahrhundert wurde die Kirche mehrfach beschädigt und auch ausgeplündert. Zunehmende Schäden an der Bausubstanz des Kirchenschiffs führten schließlich 1893 zum Beschluss des Neubaus. Beim Abriss Ende des 19. Jahrhunderts entdeckte man unter dem Putz Wandmalereien des 15. Jahrhunderts. Hilger Hertel der Jüngere errichtete von 1898 bis 1901 das neugotische Hallenlanghaus und erneuerte das Turmportal. Das neue Kirchenschiff wurde am 17. April 1901 von Bischof Hermann Jakob Dingelstad geweiht. Das heutige in neugotischem Stil errichteten Kirchenschiff der katholische Pfarrkirche St. Pantaleon ist eine dreischiffige Hallenkirche mit einem Fünf-Achtel Chor-Schluss. Das Querschiff ist etwas breiter als das Langschiff. Am Ostteil sind zwei Nebenapsiden, am Westteil zwei Kapellen, die den romanischen Turm flankieren. Die schiefergedeckte Kirche ist mit einem schlanken, spitzen Dachreiter bekrönt. An der Nordseite zwischen Schiff und Chor befindet sich ein Treppenturm. Der Sockel ist aus Ibbenbürener Stein und die Verkleidung der Mauern aus Baumberger Sandstein gebaut. | 1898–1901 |                  |                 |
| weitere Bilder     | Bildstock an der Kirche | Roxel Pantaleonstraße 2b Karte   | Bildstock, Inschrift: „Schmerzhafte Mutter! Bitte für uns!“ |           |                  |                 |
| weitere Bilder     | Gasthof Hagedorn        | Roxel Pantaleonstraße 9 Karte    | Fachwerktraufenhaus | 18. Jh.   |                  |                 |

### Straßen mit R
| Bild                                 | Bezeichnung                          | Lage                                          | Beschreibung | Bauzeit           | Eingetragen seit | Denkmal- nummer |
| ------------------------------------ | ------------------------------------ | --------------------------------------------- | --- | ----------------- | ---------------- | --------------- |
| Ehemaliges Heereslazarett/Hautklinik | Ehemaliges Heereslazarett/Hautklinik | Sentruper Höhe Röntgenstraße 17, 21, 23 Karte | Zusammen mit Von-Esmarch-Str. 48, 50, 52, 54, 56, 58, 62 – Ehemaliges Heereslazarett (1937–1939), Teil der Universitätshautklinik | 1937–1939         |                  |                 |
| weitere Bilder                       | Haus Elmar                           | Sentruper Höhe Roxeler Straße 394a Karte      | Villa (1890) mit Nebengebäuden | 1890              |                  |                 |
| weitere Bilder                       | Wegekapelle und Kreuzigungsgruppe    | Roxel bei Roxeler Straße 560 Karte            | Wegekapelle und Kreuzigungsgruppe. Inschrift: Er ist aufgeopfert worden, weil er es selbst gewollt hat. Jesai 53.7 M. Anna Wittwe Schulze Bernd geb. Schulze Stodtbrock.                                                                                  | 2. Hälfte 17. Jh. |                  |                 |
| Wegekreuz                            | Wegekreuz                            | Gievenbeck Rüschhausweg 270 Karte             | Inschrift: Ewiger Vater ich opfere dir auf das kostbare Blut Jesu Christi zur Genugthuung für meine Sünden und für die Anliegen der heiligen Kirche Vaterunser. Ave Maria. - Errichtet im Juni 1880 v.d. Eheleuten Heinrich Lammerkamp Elisabeth Högemann | 1880              |                  |                 |

### Straßen mit S
| Bild                   | Bezeichnung            | Lage                                                                   | Beschreibung                                                                      | Bauzeit        | Eingetragen seit | Denkmal- nummer |
| ---------------------- | ---------------------- | ---------------------------------------------------------------------- | --------------------------------------------------------------------------------- | -------------- | ---------------- | --------------- |
| BW                     | Kötterhaus             | Albachten, West Sandweg 40 Karte                                       | Kötterhaus                                                                        |                |                  |                 |
| BW                     | Werkshaus/Fachwerkhaus | Häger, West Schlikötterstiege 101 Karte                                | Werkshaus/Fachwerkhaus                                                            | um 1870        |                  |                 |
| BW                     | Bauernhof              | Häger, West Schmitthausweg 64 Karte                                    | FW-Bauernhaus (1663/1838), FW-Speicher (Anfang 19. Jh.), Ziegel-Scheune (um 1910) | ab 1663        |                  |                 |
| weitere Bilder         | Theresienschule        | Sentruper Höhe, West Sentruper Höhe 5 Karte                            | Theresienschule: Grundschule in Münster-Sentrup                                   |                |                  |                 |
| BW                     | Landois-Denkmal        | Sentruper Höhe, West Sentruper Straße 301–319, beim Allwetterzoo Karte | Denkmal                                                                           |                |                  |                 |
| Hof Schulze Stodtbrock | Hof Schulze Stodtbrock | Roxel, West Stodtbrockweg 34 Karte                                     | Hof, Fachwerkspeicher                                                             | Anfang 19. Jh. |                  |                 |
| weitere Bilder         | Wegekapelle            | Roxel, West bei Stodtbrockweg 34 Karte                                 | Wegekapelle am Hof Schulze Stodtbrock                                             | 1854           |                  |                 |
| Hof Althof             | Hof Althof             | Roxel, West Stodtbrockweg 33 Karte                                     | Hof Althof, Fachwerkspeicher von 1816 (versetzt und zu Wohnzwecken umgebaut)      | 1816           |                  |                 |
| Hof Schultmann         | Hof Schultmann         | Mecklenbeck, West Stratmannweg 25 Karte                                | Hof Schultmann, Fachwerkspeicher (1824) – ehemals Weseler Straße 690              | 1824           |                  |                 |

### Straßen mit T
| Bild              | Bezeichnung                  | Lage                                | Beschreibung | Bauzeit                          | Eingetragen seit | Denkmal- nummer |
| ----------------- | ---------------------------- | ----------------------------------- | --- | -------------------------------- | ---------------- | --------------- |
| weitere Bilder    | Mühlenhof                    | Sentrup Theo-Breider-Weg 1 Karte    | Freilichtmuseum Mühlenhof: Mit der Wiedererrichtung einer Bockwindmühle des 18. Jahrhunderts aus dem Emsland wurde das Freilichtmuseum 1961 eröffnet. Es folgten Haupt- und Nebengebäude von Bauernhöfen, eine Landschule von 1823, eine Bauernhofkapelle von 1840, ein Dorfladen mit Dorfkrug, ein Bienenhaus, ein Weberskotten, eine Dorfschmiede und weitere alte Werkstätten. | 1961                             |                  |                 |
| weitere Bilder    | Ehemaliges Müllerhaus        | Roxel Tilbecker Straße 16 Karte     | Ehemaliges Müllerhaus mit Nebengebäude |                                  |                  |                 |
| weitere Bilder    | Wegekapelle mit Marienfigur. | Roxel bei Tilbecker Straße 50 Karte | Wegekapelle mit Marienfigur. Inschrift: Heilige Maria, bitte für uns! | 1922 bzw. Ende 19. Jh.           |                  |                 |
| Wohnhaus Schilgen | Wohnhaus Schilgen            | Sentrup Tondernstraße 10 Karte      | Wohnhaus | 1937/38, andere Quelle 1948–1951 |                  |                 |

### Straßen mit U
| Bild           | Bezeichnung     | Lage                              | Beschreibung                                                                 | Bauzeit | Eingetragen seit | Denkmal- nummer |
| -------------- | --------------- | --------------------------------- | ---------------------------------------------------------------------------- | ------- | ---------------- | --------------- |
| weitere Bilder | Haus Uhlenbrock | Kinderhaus Uhlenbrockweg 41 Karte | Haus Uhlenbrock, Fachwerkspeicher (Mitte 19. Jahrhundert), Bauernhaus (1853) |         |                  |                 |
| weitere Bilder | Wegekreuz       | Kinderhaus Uhlenbrockweg 91 Karte | Wegekreuz                                                                    |         |                  |                 |

### Straßen mit V
| Bild                                 | Bezeichnung                          | Lage                                                        | Beschreibung | Bauzeit   | Eingetragen seit | Denkmal- nummer |
| ------------------------------------ | ------------------------------------ | ----------------------------------------------------------- | --- | --------- | ---------------- | --------------- |
| weitere Bilder                       | Lukaskirche – evangelische Kirche    | Sentrup Von-Esmarch-Straße 1 Karte                          | Der Eintrag als Baudenkmal wurde wie folgt begründet: „Die Lukas-Kirche ist ein bedeutendes Zeugnis für die Entwicklung der evangelischen Kirche in Münster und als solche auch bedeutend für die Geschichte der Stadt in der Zeit nach dem Zweiten Weltkrieg.“ Die Kirche ist aus Backstein gebaut, dessen Rotton ihr Äußeres und Inneres prägt. Der Grundriss ist der einer fast quadratischen Halle mit weitgespanntem, flachem Satteldach. Die Ostseite biegt in eine weite Apsis aus, während die Westseite fast vollständig von versetzt angeordneten Fenstern mit Rundbögen eingenommen wird. Darüber hinaus gibt es nur noch ein kleines Fenster in der nördlichen Ostwand, durch dessen kreisrunde Öffnung das erste Morgenlicht auf den Taufstein fallen soll. Der Turm besteht aus einem relativ niedrigen, breiten und runden Backsteinsockel mit hoher gedeckter Kegelspitze. Insgesamt erweckt das Äußere mit seinen gedrungenen Proportionen den Eindruck einer schützenden Burg. |           |                  |                 |
| weitere Bilder                       | Wartburgschule                       | Sentrup Von-Esmarch-Straße 15 Karte                         | Die Wartburgschule war eine Ganztags-Hauptschule. Sie wurde ca. 2017 aufgelöst. | 1959/1966 |                  |                 |
| Ehemaliges Heereslazarett/Hautklinik | Ehemaliges Heereslazarett/Hautklinik | Sentrup Von-Esmarch-Straße 48, 50, 52, 54, 56, 58, 62 Karte | Zusammen mit Röntgenstraße 17, 21, 23, – ehemaliges Heereslazarett (1937–1939), Teil der Universitätshautklinik: Die Klinik für Hautkrankheiten stellt ein Zentrum im Bereich der Dermatologie dar. Die Hautklinik befindet sich nicht im zentralen Gebäude des Universitätsklinikums Münster, sondern liegt vorläufig noch separat an der Von-Esmarch-Straße. | 1937–39   |                  |                 |

### Straßen mit W
| Bild               | Bezeichnung             | Lage                                     | Beschreibung | Bauzeit | Eingetragen seit | Denkmal- nummer |
| ------------------ | ----------------------- | ---------------------------------------- | --- | ------- | ---------------- | --------------- |
| Wohnhaus           | Wohnhaus                | Sentrup Waldeyerstraße 31 Karte          | Wohnhaus (Architekt Reiche) | 1927    |                  |                 |
| weitere Bilder     | Wohnhaus                | Sentrup Waldeyerstraße 39 Karte          | Wohnhaus | 1951    |                  |                 |
| Wohnhaus           | Wohnhaus                | Sentrup Waldeyerstraße 87 Karte          | Wohnhaus |         |                  |                 |
| BW                 | Hof Jüdefeld            | Nienberge Waltruper Weg 180 Karte        | Hauptgebäude mit Stallanbau (um 1810), Gartenmauer, Bildstock (um 1890) | ab 1810 |                  |                 |
| weitere Bilder     | Umspannwerk Mecklenbeck | Mecklenbeck Weseler Straße 511 Karte     | Betriebsgebäude des Umspannwerks Mecklenbeck |         |                  |                 |
| Hof Appels         | Hof Appels              | Mecklenbeck Weseler Straße 628 Karte     | Hof Appels: Fachwerkhaus. Als Gaststätte errichtet, derzeitig genutzt durch ein Möbelhaus | um 1900 |                  |                 |
| weitere Bilder     | Neugotische Wegekapelle | Mecklenbeck bei Weseler Straße 628 Karte | Neugotische Wegekapelle | 1908    |                  |                 |
| Hof Schulze Blasum | Hof Schulze Blasum      | Albachten Wierling 53–55 Karte           | Hof Schulze Blasum: Gräfte, Ziegel-Speicher, jetzt Wohnhaus | 1867    |                  |                 |
| weitere Bilder     | Hof Schulze Blasum      | Albachten Wierling 55 Karte              | Hof Schulze Blasum: Wegekapelle. Inschrift „Gebaut von Adolf Schulze Isfort im Jahre 1899(?)“ „Ewiger Vater Dir opfern wir auf das Blut, das Leiden und den Tod Jesu Christi. Die Schmerzen der allerseligsten Jungfrau Maria und des hl. Joseph zur Genugthuung für unsere Sünden, zum Trost der armen Seelen im Fegfeuer, für die Nöten der heiligen Mutter, der Kirche, und für die Bekehrung der Sünder. Ablasz von 100 Tagen, wenn man reumütig und andächtig diesen Autoplening(?)akt betet. Pius IX am 10. April 1860“ | 1899    |                  |                 |